# Agravis Raiffeisen

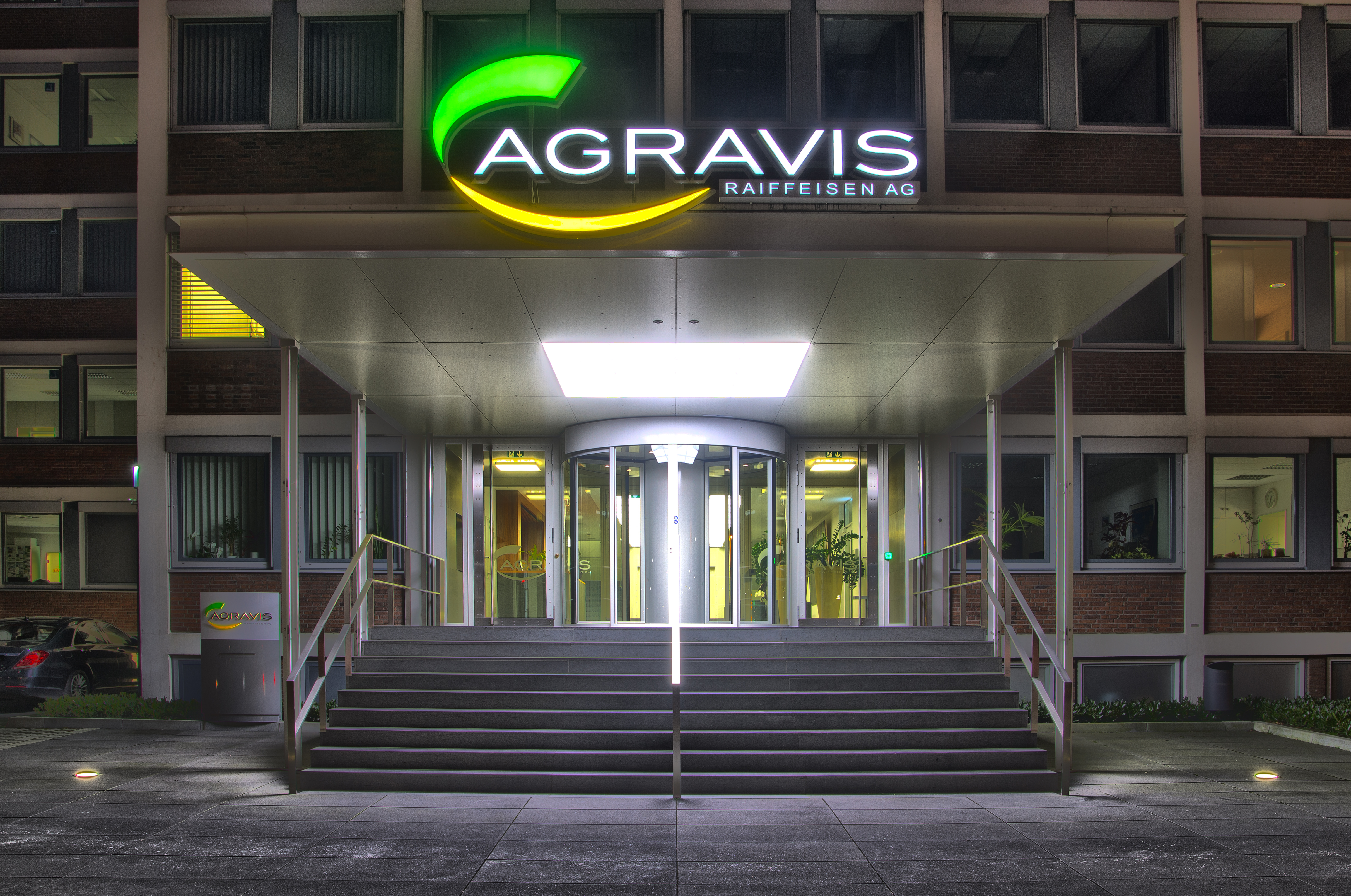
Hauptsitz in Münster

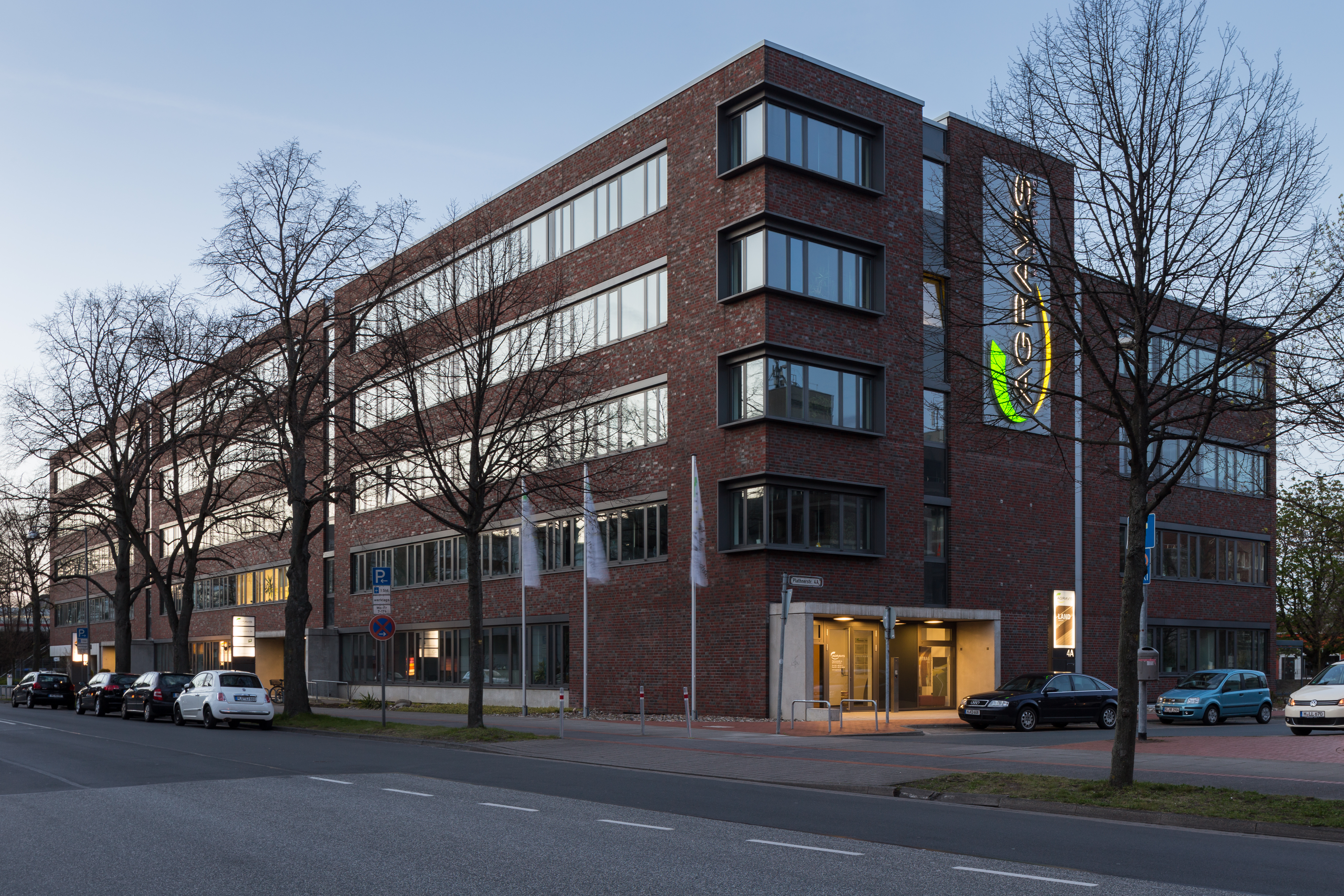
Ehemaliger Hauptsitz in der Plathnerstraße in Hannover

Die Agravis Raiffeisen AG (Eigenschreibweise: AGRAVIS) ist eine von insgesamt fünf landwirtschaftlichen Hauptgenossenschaften und eines der größten Unternehmen des Agrarhandels in Deutschland. Der Unternehmenssitz befindet sich in Münster.

## Geschichte
Das Unternehmen entstand im Oktober 2004 durch Zusammenschluss der Raiffeisen Hauptgenossenschaft Nord AG (RHG) in Hannover und der Raiffeisen Central-Genossenschaft Nordwest eG (RCG) in Münster.
Die Raiffeisen Hauptgenossenschaft Nord AG war 1893 unter der Firmenbezeichnung Raiffeisen Hauptgenossenschaft eGmbH mit dem Ziel gegründet worden, als Zentralvermarkter für zu diesem Zeitpunkt vier Konsumvereine und 64 Einzelmitglieder aufzutreten. Zum 25. Jubiläum der Hauptgenossenschaft im Jahr 1918 konnte sie 449 Einzelmitglieder und 278 Genossenschaften als Mitglieder verzeichnen. Diese Entwicklung setzte sich mit steigenden Umsätzen weiter fort, bis es sich in den 1980er Jahren auf einem Niveau von umgerechnet einer Milliarde Euro einpendelte. Mit der Wiedervereinigung wurde die Raiffeisen Hauptgenossenschaft auch in den neuen Bundesländern (vor allem Sachsen-Anhalt, Brandenburg und Berlin) aktiv und unterstützte den Aufbau genossenschaftlicher Strukturen durch Investitionen in Lagerhäuser, Pflanzenschutz-Zentrallager, landtechnische Vertriebszentren und Baustoffstützpunkte. Zum einhundertjährigen Firmenjubiläum im Jahr 1993 erfolgte dann die Umfirmierung in Raiffeisen Hauptgenossenschaft Nord Aktiengesellschaft, unter der das Unternehmen bis zum Zusammenschluss mit der Raiffeisen Central-Genossenschaft Nordwest eG (RCG) am Markt aktiv war. 2013 war Agravis, gemessen am Umsatz, nach Bertelsmann, Rethmann und Dr. Oetker das viertgrößte Unternehmen in Westfalen – und dennoch vergleichsweise wenig bekannt.

## Geschäftsbereiche
Schwerpunkte des Unternehmens sind die Agrarsparten Getreide, Ölsaaten sowie Futtermittel, Düngemittel, Pflanzenschutz und Saatgut. Weitere Geschäftstätigkeiten bestehen in den Bereichen Agrartechnik und Energie. Darüber hinaus wird Einzelhandel in den Raiffeisen-Märkten betrieben. Eine nennenswerte wirtschaftliche Rolle kommt zudem dem Baustoffhandel zu. Mit der Tochter Livisto Group GmbH mit Sitz in Senden (Westfalen) entwickelt, produziert und vertreibt Agravis auch Medikamente für Nutztiere, Haustiere und Pferde. 
Die Agravis Raiffeisen AG ist Großhandelspartner der Primärgenossenschaften vor Ort, die das Geschäft mit den Landwirten verantworten. In Regionen ohne Primärgenossenschaften beliefern Tochtergesellschaften der Agravis Raiffeisen AG die Landwirte direkt.
Das Unternehmen ist vorrangig in Nordrhein-Westfalen, Niedersachsen, Sachsen-Anhalt und Brandenburg tätig. Die Agravis-Gruppe ist auch in Hessen, Schleswig-Holstein und Mecklenburg-Vorpommern präsent.

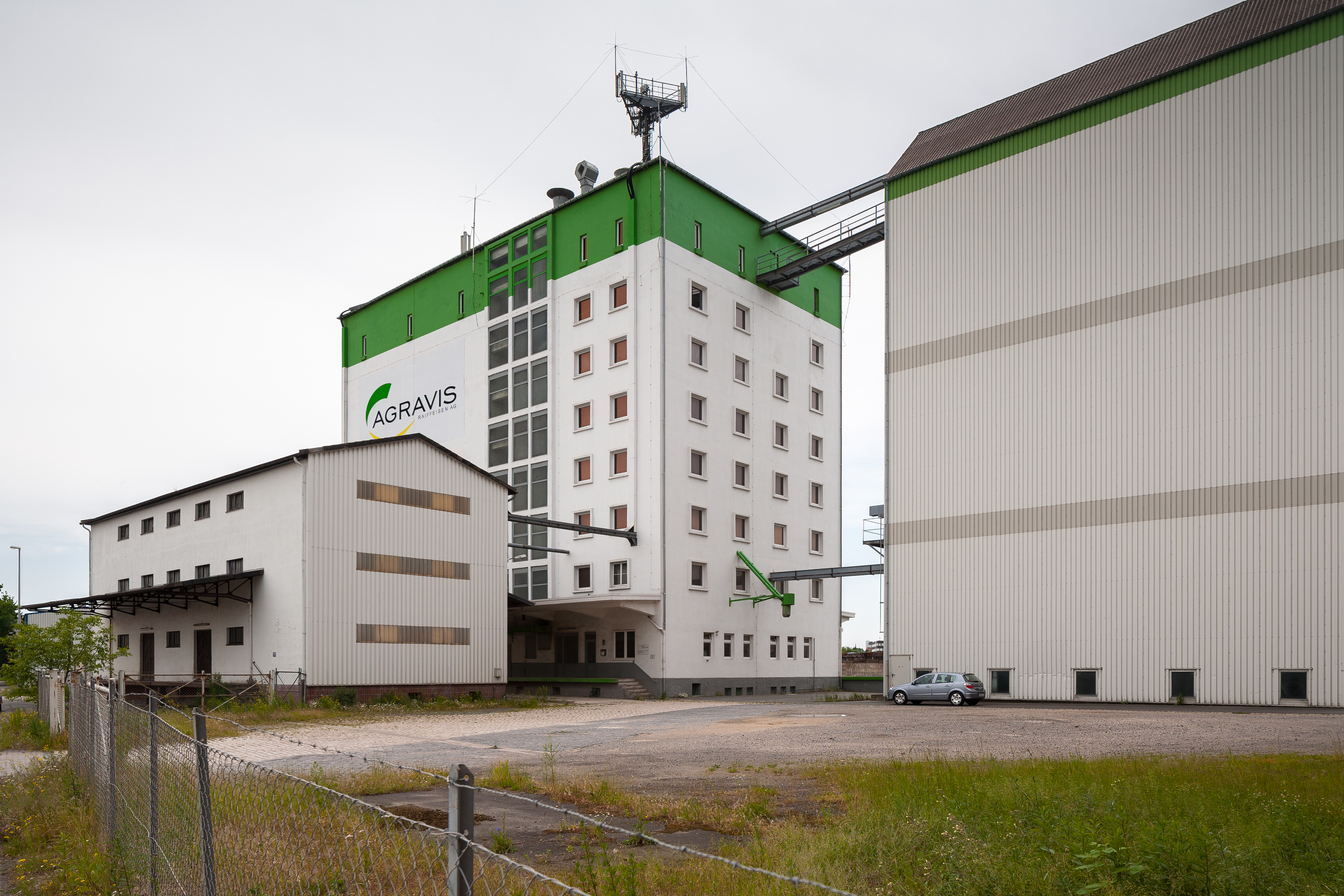
Speicher im Lindener Hafen, Hannover, 2024 abgebrochen
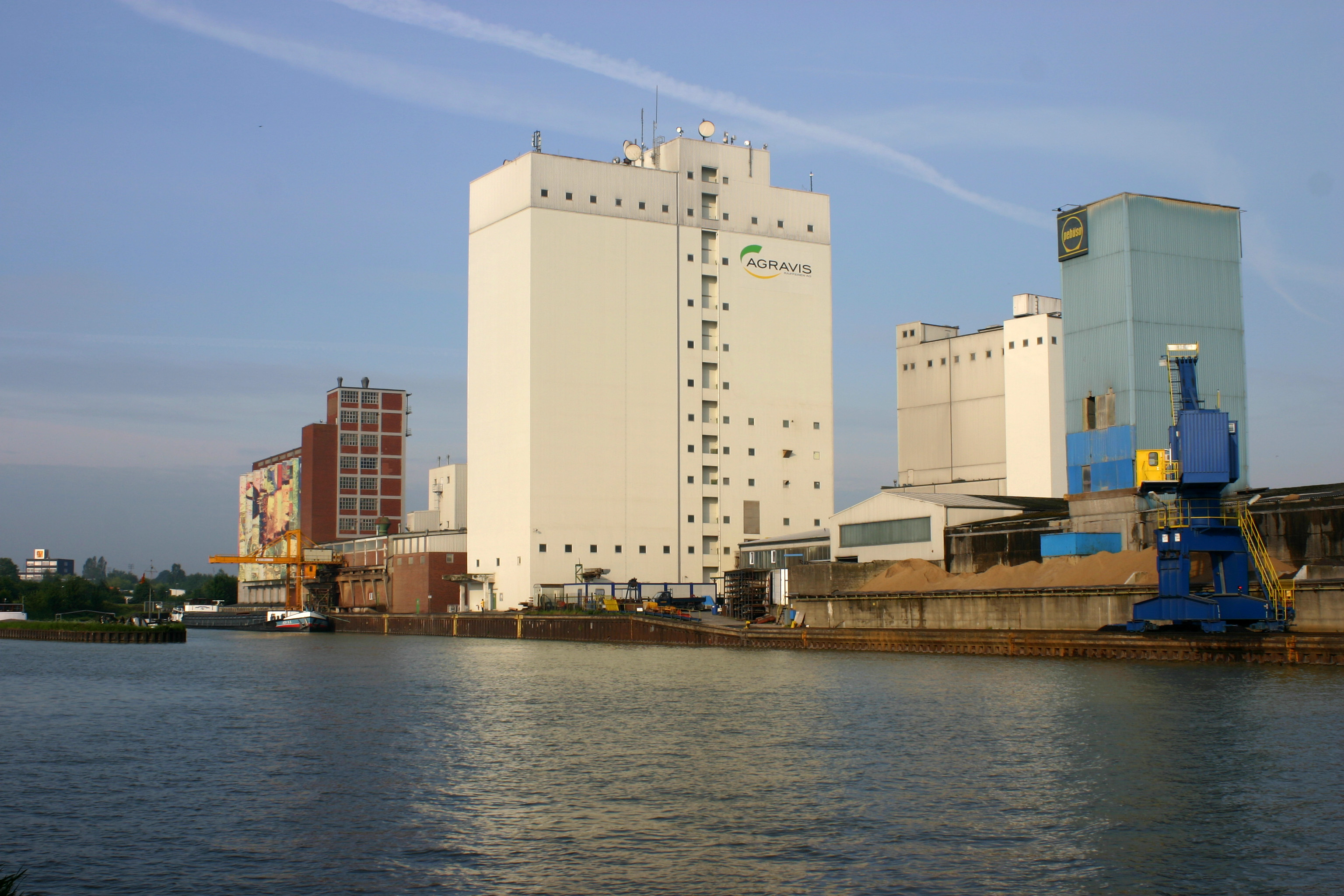
Blick auf die Silo-Anlagen der Agravis Raiffeisen AG am Dortmund-Ems-Kanal in Münster
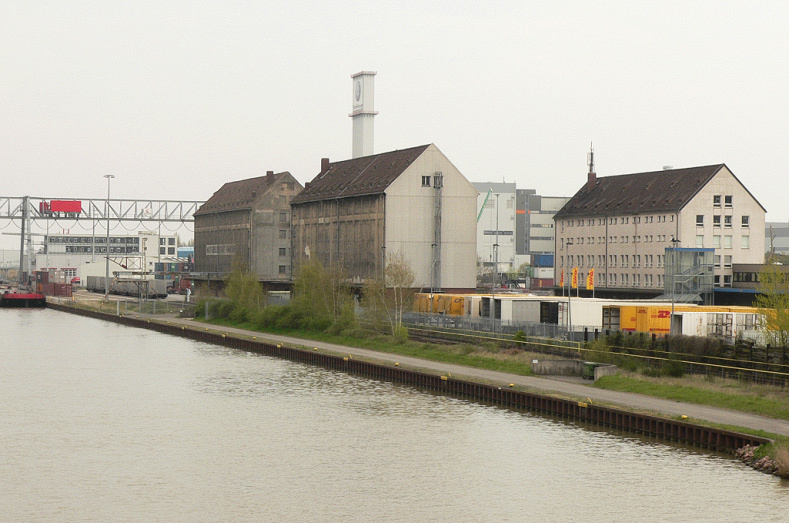
Ehemalige Anlage am Mittellandkanal bei Hannover
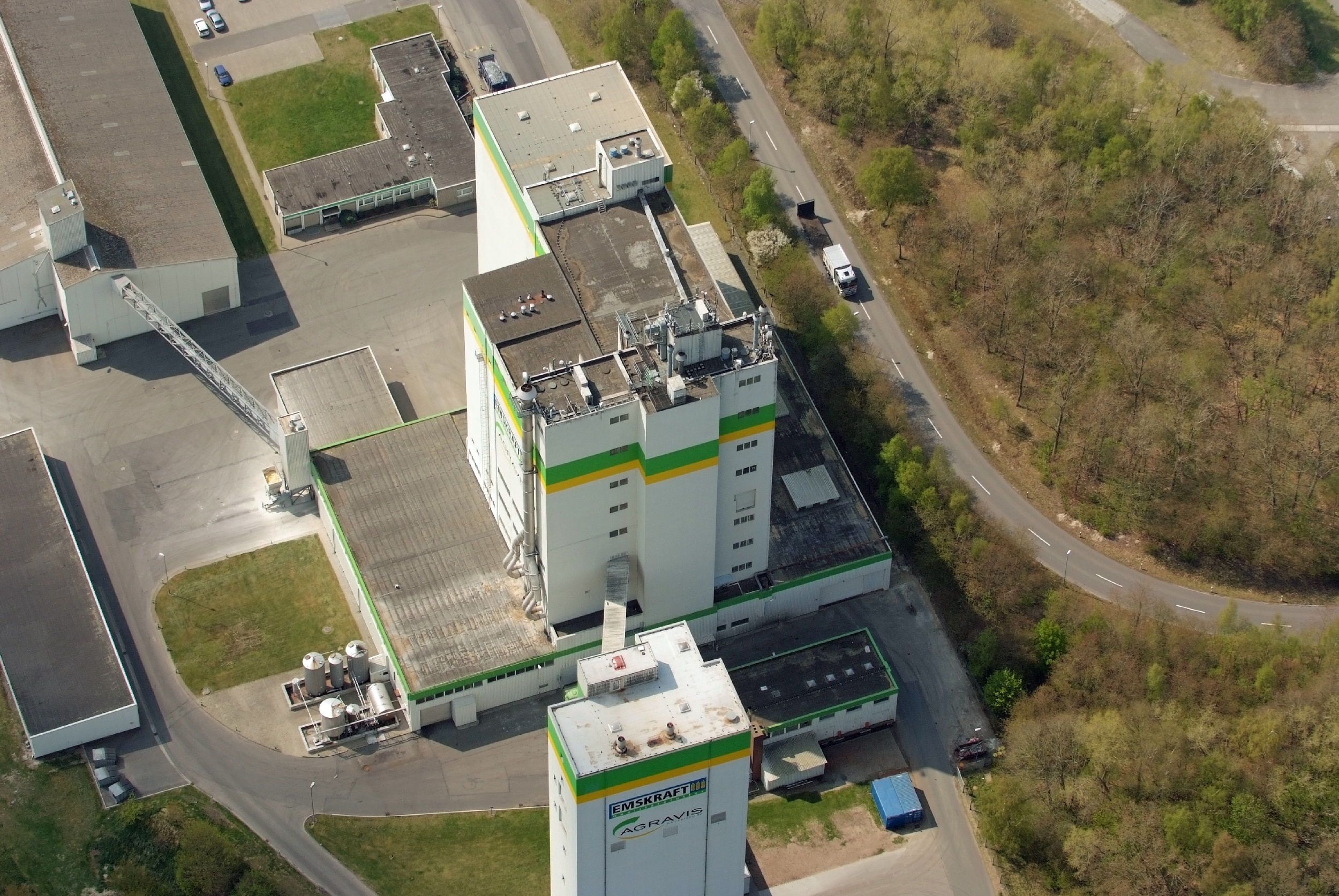
Anlage in Papenburg
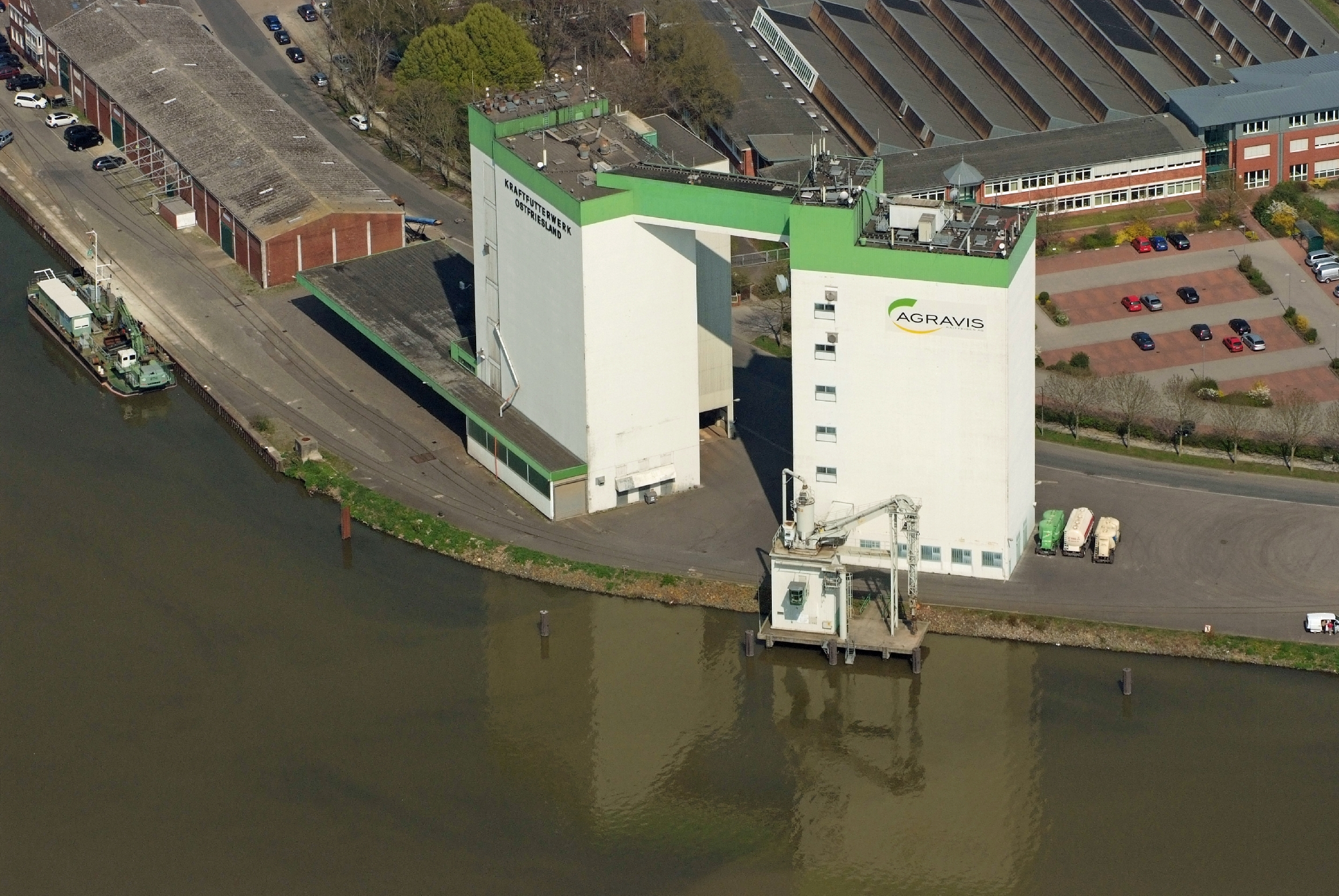
Anlage in Leer
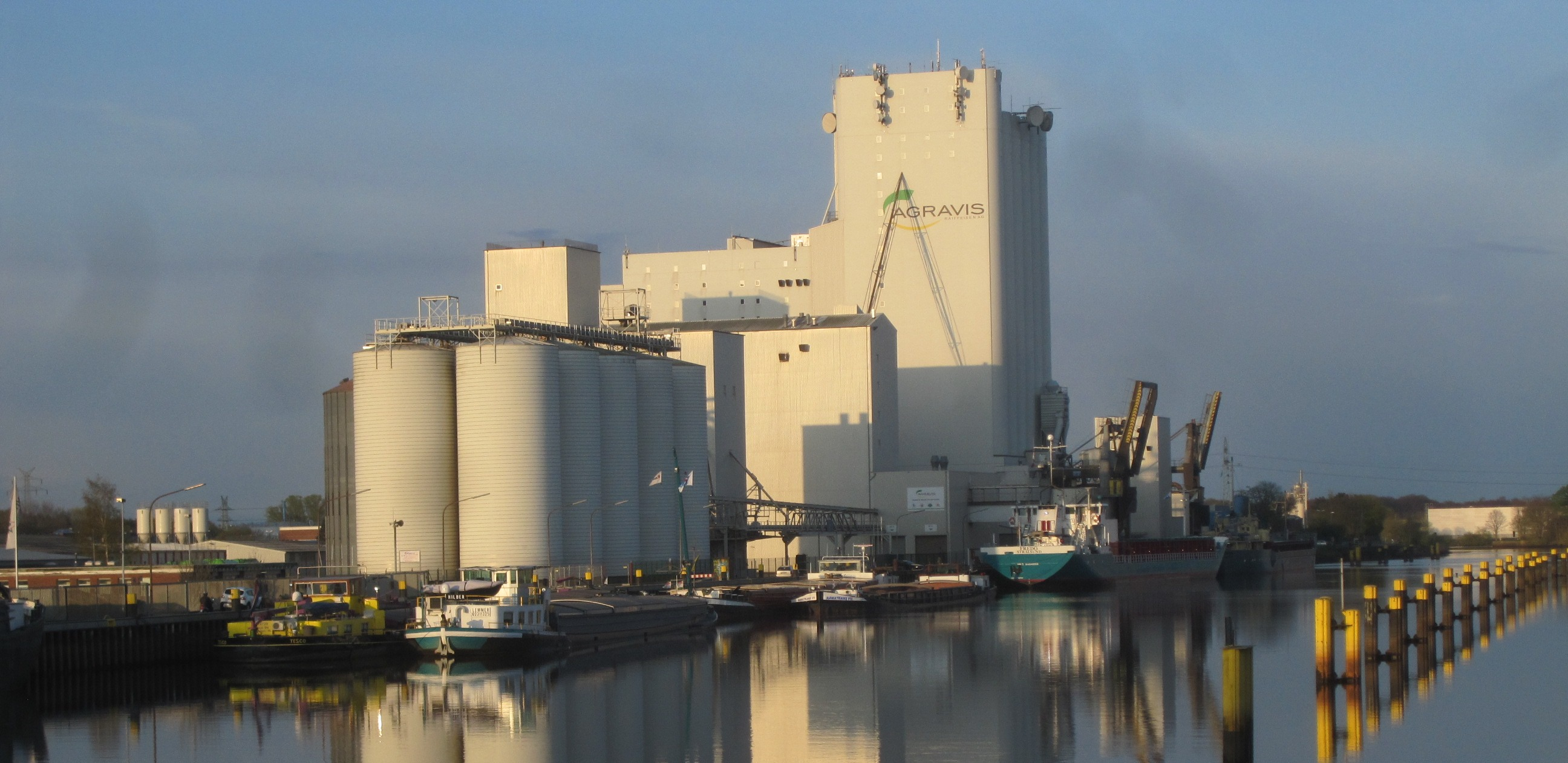
Agravis in Oldenburg
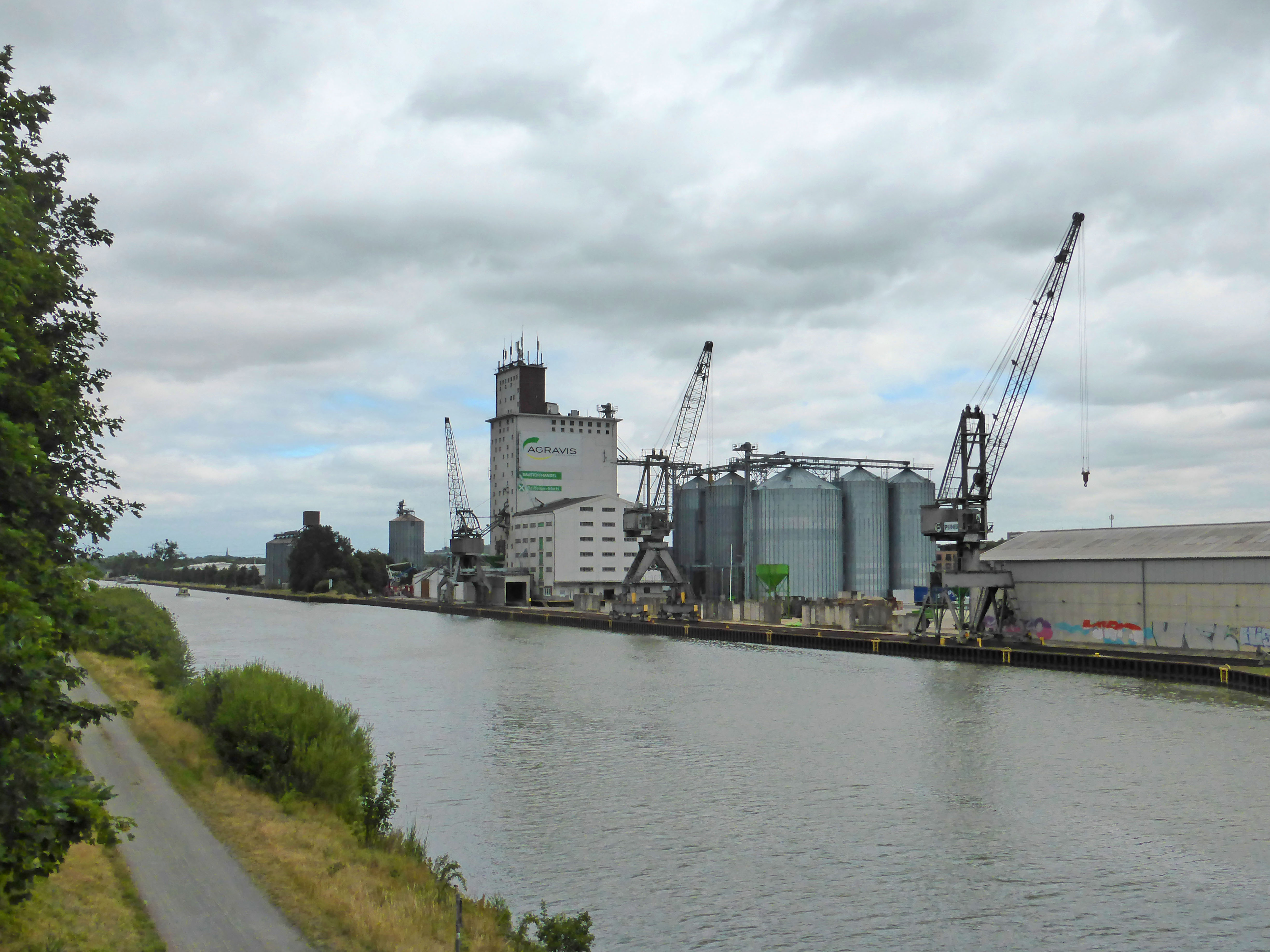
Agravis am Mittellandkanal in Fallersleben

## Aktionärsstruktur
Das gezeichnete Kapital der Agravis Raiffeisen AG lag zum Ende des Geschäftsjahres 2023 bei 205,54 Mio. Euro, aufgeteilt in rund acht Mio. Namensaktien. 62,2 % dieser Aktien befanden sich im Eigentum von genossenschaftlichen Unternehmen, 27,9 % entfielen auf „branchennahe natürliche und juristische Personen“, 5,3 % auf Mitarbeiter des Unternehmens und 4,6 % der Aktien wurden durch landwirtschaftliche Betriebe gehalten.
Unter den Aktionären befindet sich die dänische Genossenschaft Danish Agro, die einen Anteil von 21,91 % an der Agravis Raiffeisen AG hält.

## Belege
1. ↑  Agravis Chronik. Archiviert vom Original (nicht mehr online verfügbar) am 29. April 2014; abgerufen am 29. April 2014.
2. ↑  Rudolf Grothues: Agravis – der unbekannte Riese. In: westfalen-regional.de. Landschaftsverband Westfalen-Lippe, 7. März 2016, abgerufen am 13. Juli 2024.
3. ↑  Agravis Aktie. In: agravis.de. Agravis Raiffeisen AG, 2024, abgerufen am 12. Juli 2024.
4. ↑  Companies in the group’s business areas. (PDF) In: danishagro.com. Danish Agro a.m.b.a., 2023, abgerufen am 12. Juli 2024 (englisch).